# Велькович, Милош
Ми́лош Ве́лькович (серб. Милош Вељковић / Miloš Veljković; род. 26 сентября 1995, Белград) — сербский и швейцарский футболист, защитник клуба «Црвена Звезда». Игрок национальной сборной Сербии. Участник двух чемпионатов мира (2018 и 2022) и чемпионата Европы 2024.

## Карьера

### Клубная карьера
Велькович начинал свою карьеру в академии футбольного клуба «Базель». С 2011 года выступал в молодёжном составе «Тоттенхэм Хотспур». 7 апреля 2014 года Милош дебютировал в первой команде «Тоттенхэма», выйдя на замену вместо Паулиньо в матче против «Сандерленда» (5:1).
16 октября 2014 года Велькович на правах трёхмесячной аренды перешёл в клуб Чемпионшипа «Мидлсбро». Дебютировал 6 декабря в игре против «Миллуолла» (5:1).
31 января 2016 года Велькович перешёл в немецкий «Вердер», с которым заключил контракт на три с половиной года. Сумма трансфера составила 300 тыс. евро.

### Международная карьера
В 2011 году сыграл три матча в составе сборной Сербии до 17 лет в рамках отборочного цикла чемпионата Европы среди юниоров 2012. Спустя два года Милош дебютировал в следующей возрастной сборной — до 19 лет. В её составе он принял участие в чемпионате Европы 2013. Дебютировал в отборочном турнире и отыграл все три матча. Затем Сербия вышла в финальный этап состязаний и Велькович принял участие во всех пяти матчах своей команды. В итоге, сербы стали чемпионами Европы и Милош был награждён золотой медалью турнира.
В 2015 году выиграл чемпионат мира среди команд до 20 лет, проходивший в Новой Зеландии.

## Статистика

### Матчи за сборную
| № | Дата           | Оппонент         | Счёт | Голы | Соревнование            |
| - | -------------- | ---------------- | ---- | ---- | ----------------------- |
| 1 | 10 ноября 2017 | Китай            | 2:0  | —    | Товарищеский матч       |
| 2 | 14 ноября 2017 | Республика Корея | 1:1  | —    | Товарищеский матч       |
| 3 | 27 июня 2018   | Бразилия         | 0:2  | —    | Финальные матчи ЧМ-2018 |

Итого: сыграно матчей: 3 / забито голов: 0; победы: 1, ничьи: 1, поражения: 1.

## Достижения
- Победитель чемпионата Европы (до 19 лет) (1): 2013
- Победитель чемпионата мира среди команд до 20 лет (1): 2015